# Mario Jáuregui
Mario Jáuregui (* 1. August 1970 in Monterrey, Nuevo León) ist ein ehemaliger mexikanischer Fußballspieler auf der Position eines Stürmers.

## Leben
Jáuregui begann seine aktive Laufbahn bei seinem Heimatverein CF Monterrey, bei dem er von 1993 bis 1995 unter Vertrag stand. Die nächsten zwei Jahre spielte er von 1995 bis 1997 beim damals noch in der Hauptstadt beheimateten CF Atlante. Anschließend stand er – jeweils nur kurzzeitig – beim Club Deportivo Guadalajara, dessen Stadtrivalen UAG Tecos, den UNAM Pumas und zuletzt beim Zweitligisten Gavilanes de Nuevo Laredo, unter Vertrag. Dabei kam er bei den Gavilanes nicht über eine Halbsaison hinaus, weil diese sich bereits nach der Hinrunde der Saison 2002/03 aus der Liga zurückgezogen hatten.
In den Jahren 1995 und 1996 absolvierte Jáuregui drei Einsätze für die mexikanische Fußballnationalmannschaft.